# اکبرآباد کشاورز
اکبرآباد کشاورز، روستایی در دهستان دولاب بخش مرکزی شهرستان قلعه‌گنج در استان کرمان ایران است.

## جمعیت
بر پایه سرشماری عمومی نفوس و مسکن در سال ۱۳۹۵، جمعیت این روستا برابر با ۶۴۶ نفر (۱۶۶ خانوار) بوده‌است.